# Gemini 10
Gemini 10 – ósmy załogowy lot programu Gemini. Była to pierwsza misja, podczas której system napędowy Ageny został wykorzystany do manewrowania połączonymi na orbicie statkami. Podczas tej misji statek Gemini również po raz pierwszy odbył nie jedno, lecz dwa spotkania orbitalne z dwoma różnymi celami.

## Załoga

### Podstawowa
- John Young (2) – dowódca
- Michael Collins (1) – pilot

### Rezerwowa
- Alan Bean (1) – dowódca
- Clifton Williams (1) – pilot

### CapCom
- Gordon Cooper (przylądek Canaveral, Houston)
- Edwin Aldrin (Houston)

## Misja

### Start
Statek Gemini 10 wystartował 18 lipca 1966 roku o godzinie 22:20:27, dokładnie sto minut po wystrzeleniu Ageny. Statek po wejściu na orbitę znalazł się w odległości 1800 km od rakiety Agena.

### Cele
Podstawowym i najważniejszym zadaniem dziesiątej misji było spotkanie na orbicie i dokowanie z Ageną.
Drugoplanowe cele obejmowały spotkanie Gemini z Ageną użytą w misji Gemini 8, wyjście w otwartą przestrzeń kosmiczną (EVA), a także umieszczenie rakiety Agena (wystrzelonej wraz z Gemini 10) na wybranej orbicie.

### Przebieg lotu
Podjęta na orbicie próba nawigacji za pomocą sekstansu nie przyniosła zadowalających rezultatów, tak więc Kontrola Lotu musiała powrócić do obliczeń komputerowych. Później przeprowadzona analiza wykazała, że całe spotkanie można było zrealizować bez pomocy Centrum Kontroli. Po dwukrotnym odpaleniu silników astronauci wciąż nie byli na właściwym kursie podejścia do Ageny. Dotarcie do celu wymagało uruchomienia ich po raz trzeci i czwarty. Po dokowaniu okazało się, że zbiorniki statku zawierają około 170 kg materiałów pędnych (około 36% pierwotnego zapasu). W czasie ostatnich 25 minut przed spotkaniem i dokowaniem zużyto prawie 120 kg paliwa więcej niż zakładał plan. Zdecydowano wykorzystać silniki Ageny 10, korzystając z poważnych zasobów paliwa i utleniacza, które wówczas wynosiły około 1350 kg. Rozpoczęto ćwiczenia, polegające na manewrowaniu zestawem Gemini - Agena za pomocą układu napędowego Ageny. Korzystając z silnika rakiety Agena, astronauci przenieśli połączone statki na orbitę o perygeum 294 i apogeum 763 kilometrów. Odległość 763 kilometrów stanowiła rekord wysokości osiągniętej przez załogowy statek kosmiczny. Poruszając się na tej orbicie zespół statków przeleciał kilka razy przez obszar południowoazjatyckiej anomalii magnetycznej. Drugiego dnia misji, także za pomocą silnika Ageny 10, astronauci skierowali połączony układ ku starej rakiecie Agena 8, która pozostała na orbicie po przerwanej misji Gemini 8 (od 16 marca 1966 roku). W ten sposób w trakcie czternastego okrążenia tandem znalazł się na orbicie kołowej, zbliżonej, ale nie identycznej z orbitą Ageny 8. Źródła zasilania Ageny 8 już nie działały. Spotkanie dokonano bez użycia urządzeń radiolokacyjnych. W końcowej fazie tej operacji, podczas 28 orbity, po 38 godzinach wspólnego lotu odłączono statek od Ageny 10 i korzystając teraz z silników Gemini 10 zrealizowano spotkanie z Ageną 8. Po raz pierwszy udało się zrealizować spotkanie bez użycia radaru, korzystając tylko z pomocy wzroku. Orbita zestawu Gemini 10 - Agena 8 została ustalona na wysokości 377,6 kilometra.

### Spacer kosmiczny
Kolejną czynnością w planie lotu było wykonanie pierwszego z dwóch przewidzianych wyjść w otwartą przestrzeń kosmiczną. Gdy zespół statków wykonywał piętnaste okrążenie Ziemi astronauci rozhermetyzowali kapsułę Gemini 10. Michael Collins stanął w otwartym włazie statku, zabezpieczony jednak liną łączącą go ze statkiem, aby za pomocą aparatu z obiektywem o ogniskowej 70 milimetrów wykonać kilka zdjęć gwiazd w ultrafiolecie. Gdy tandem wynurzył się na światło słoneczne Collins umocował na zewnątrz statku płytkę z różnobarwnymi kolorami: czerwonym, żółtym, niebieskim i szarym. Następnie wykonał serię zdjęć, by sprawdzić, jak warunki panujące w przestrzeni kosmicznej wpływają na jakość fotografii (wierność odtwarzania kolorów). Spacer kosmiczny skrócono o sześć minut ze względu na podrażnienie oka astronauty. Przypuszcza się, że źródłem załzawienia i obrzęku powieki był granulowany wodorotlenek litu.
Trzeci dzień misji zaczął się od EVA. Astronauta korzystał znów z układu napędowego trzymanego w dłoni, zasilanego azotem ze zbiornika znajdującego się w statku. Zabezpieczenie osobiste stanowił odpowiednio ukształtowany przewód umożliwiający oddychanie i łączność. Długość przewodu,stanowiącego również rolę liny, wynosiła 15 metrów. Collins nie bez trudności zdjął ze ściany  statku Gemini zamontowany tam niewielki pojemnik przeznaczony do zbierania mikrometeorytów. Kolektor nie trafił zresztą na Ziemię. Przepadł podczas wyjścia astronauty na zewnątrz statku; „odleciał” z otwartej kabiny. Posługując się pistoletem odrzutowym Collins dotarł do Ageny 8 i wymontował z niej specjalne urządzenie, które rejestrowało uderzenia mikrometeorytów w czasie czteromiesięcznego krążenia w przestrzeni kosmicznej. Czynność nie wymagała szczególnego wysiłku, jeśli chodzi o samo poruszanie się w przestrzeni. Trudności pojawiły się przy posuwaniu się po korpusie Ageny 8. 
Po 25 minutach „spaceru” gaz w pistolecie Collinsa się wyczerpał, co oznaczało zakończenie EVA. Również ilość materiałów pędnych jakimi dysponował pojazd zmalała na skutek zużycia w czasie manewrów stabilizujących. Związane były z ruchami astronauty na zewnątrz statku. W trakcie powrotu do kabiny Collins zgubił kamerę filmową. Po raz trzeci i ostatni w trakcie tej misji astronauci otworzyli właz, żeby pozbyć się niepotrzebnego już plecaka (oraz szereg innych przedmiotów), który Collins nosił na piersi podczas wyjść w otwartą przestrzeń kosmiczną.

### Wodowanie

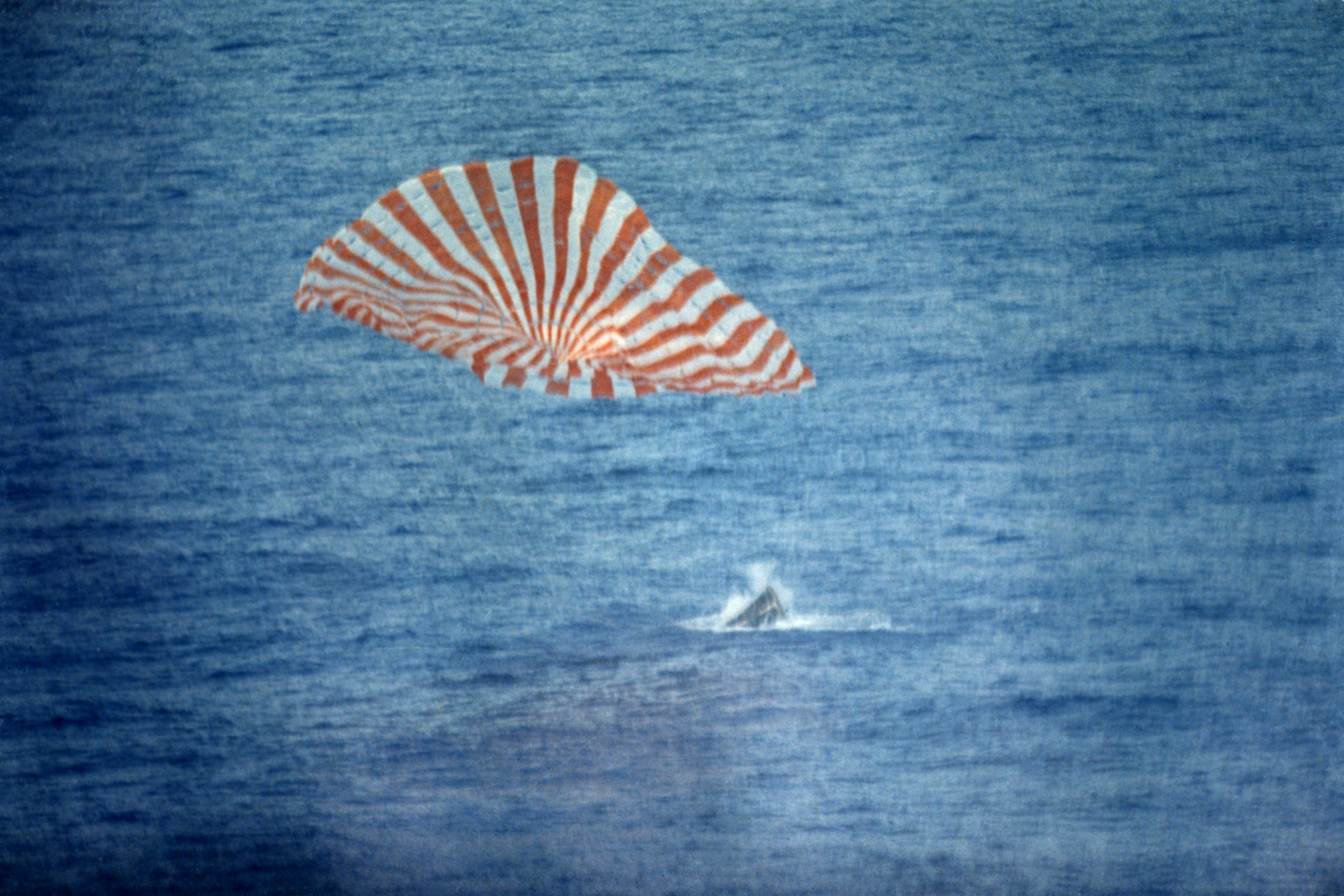
Wodowanie Gemini 10

Wszystkie fazy powrotu przebiegały prawidłowo. Kapsuła Gemini 10 wodowała na zachodnim Atlantyku w odległości 6,3 kilometra od zaplanowanego miejsca i odległości mniejszej niż pięć kilometrów od statku ratowniczego. Śmigłowiec dowiózł załogę na  statek odbiorczy USS Guadalcanal o 21:34. Na przywitanie orkiestra zagrała tradycyjny już hymn „It's a small, small world”.